# Долен (област Благоевград)
 Тази статия е за селото в Западните Родопи.  За селото в Централните Родопи вижте Долен (област Смолян).  
До̀лен е село в Югозападна България. То се намира в община Сатовча, област Благоевград.

## Население

### Етнически състав
Преброяване на населението през 2011 г.
Численост и дял на етническите групи според преброяването на населението през 2011 г.:
|                     | Численост |
| Общо                | 370       |
| Българи             | 71        |
| Турци               | -         |
| Цигани              | -         |
| Други               | - -       |
| Не се самоопределят | 14        |
| Неотговорили        | 284       |

## География
Село Долен се намира в планински район, в Дъбрашкия район, който е граница между Пирин и Родопите, на 28 километра източно от Гоце Делчев. То попада в историко-географската област Чеч.

## История

### Праистория и античност
Долен е наследник на стари тракийски махали, чиито останки и днес могат да се видят около селцето. Баирите са осеяни с тракийски некрополи. Запазени са също и тракийските лозя, ползвани чак до края на българското възраждане. Селото се намира на стар римо-тракийски път, свързвал Драма с Тримонциум.
Доказателство за това са историческите останки от самия път в източния край на селото, както и римския мост в местността Банян. През I век римляните, по военни съображения, преместват трасето на пътя и построяват нов мост в близост до село Крибул, като по този начин осигуряват преминаването на войските през огрени от слънцето пътища, а по-точно, на юг от Сатовча. Така селото остава изолирано от главния поток на войски и кервани.
Долен е място, където не през една епоха са се укривали преследвани от закона хора, а и такива, които били несъгласни с новите социални уредби на поредните чужди владетели. Теренът е хълмист, пресечен от множество реки и дерета – притоци на Бистрица. Сега съществуват модерни пътища, но някога в далечните епохи картината била съвсем различна – съществували само стари тракийски пътеки и речни бродове. Траусите са имали стройна система за опазване на пътищата. За това свидетелстват поне три наблюдателни поста, разположени не на римската магистрала, а по старите тракийски пътища. Кастата, която била призвана да извършва тази дейност се наричала Молтроси. Това е единствената структура, оцеляла през времето на византийското владичество, ранното и късно средновековие и дори османското владичество. Причина да се случи и позволи това е явната нужда от охрана на пътищата, ранното предупреждение за идваща заплаха, както и плащане на пътен данък.

### Население
За разрастването на населението в селището има поне две налагащи се хипотези:
- Първата е, че това става още по времето на римското нашествие в тези земи. Всеизвестно е умението на древните траки да добиват руда. Фактор, освен природния ресурс, е и наличието на каолинова глина в района, без която не е възможно да се построи издръжлива на температурите пещ. Това умение е било стратегически важно за отливането и коването на оръжия. Можем да си представим каква заплаха са представлявали тези занаятчии за римските нашественици. При окупирането на района, което е ставало с многократни опити от римска страна, хората се изтеглили в по-защитените места като днешното Долен.
- Втората теза е свързана с изчезналото, разселено по неизвестна причина, село Букорово. Останките от него се намират на между Долен, Крибул и Горно Дряново. Основите на голямата църква показват, че тя е строена от много и за много хора. Не по-маловажни са и куповете сгурия (шлака), които се намират в рамките на самото селище. Това означава, че селото е било многобройно по население и се е занимавало с обработка на метали. Има голяма вероятност Букорово да е било тогавашната оръжейница на района. Това само по себе си е немалка причина да бъде унищожено от всеки нашественик. От друга страна, „букоар“ означава просветен човек. Това налага и една друга теория, че тези хора са били богомили, разселени принудително по време на Втората българска държава. Свидетелство за това дава известният краевед Иван Попов, който описва скосен олтар на църквата – трапецовидно разположение на основата. В тесния ъгъл на тази постройка е стоял просветеният и говорел на останалите с жестове. Учените-историци и до днес търсят една изчезнала община Драговищица, намирала се в Западните Родопи, за която сведенията сочат, че е била населена с богомили, разселени впоследствие. Ако съдим по днешните модерни начини за екстрадиране, едва ли ще придобием ясна представа за събитията. В онези времена е било нужно тези хора просто да не бъдат заедно. Най-близки за обитаване се оказват малките пръснати по височините махали на Долен, Сатовча и Горно Дряново – всички на не повече от 10 километра. Отново Иван Попов описва семейните връзки на два рода от Долен, Ролеви – християни, и мюсюлмански род от Горно Дряново, които дълги години наред си делели реколтата от орехи, от дядовите си ниви в Букоровските земи. Това е явно доказателство за произхода на родовете, а именно, че те са били от Букорово.

### В Османската империя
Село Долен се споменава най-рано в османски документ от 1444 година, когато е вкарано за първи път в кадастъра на империята. Отбелязано е, че в Доляне живеят 5 немюсюлмански семейства и 2 вдовици, облагаеми с данъци. През 1464 – 1465 година в селото са регистрирани и 10 войнушки домакинства, както и 6 данъкоплатни семейства. В регистъра от 1478 – 1479 година в Долен са изброени 5 немюсюлмански семейства и едно вдовишко семейство. Селото е отразено и в регистъра от 1519 година – тогава в него вече живеят 4 мюсюлмански семейства, както и 68 немюсюлмански семейства, 4 неженени и 8 вдовици – очевидно придошли от някъде. През 1530 година картината в Долен изглежда така: 5 мюсюлмански домакинства и 5 неженени мюсюлмани, както и 53 немюсюлмански семейства, 8 неженени и 13 вдовици. В първата половина на XVI век селото е включено във вакъфа на Михримах султан – дъщерята на султан Сюлейман I заедно с другите села от Западните Родопи, които впоследствие остават предимно християнски.
Доленските майстори се славили като най-добрите в каменната зидария. И днес всяка една от 300-те къщи е с уникален архитектурен план. Новата църква „Свети Никола“ е построена през 1834 година. За нейното изписване са канени зографи от далечни краища на страната.
В XIX век Долен е село със смесено християнско и мюсюлманско население в Неврокопска каза на Османската империя. До 1856 година училището в селото има килиен характер и се помещава в двора на църквата. От учебната 1871 – 1872 година учителят Никола Попфилипов от Банско въвежда обучението на български език по взаимоучителна метода. До 1878 година в селото преподават още учителите Георги Велинов и Тома Попович.
Александър Синве („Les Grecs de l’Empire Ottoman. Etude Statistique et Ethnographique“), който се основава на гръцки данни, през 1878 година пише, че в Доляни (Doliani), Мелнишка епархия, живеят 2000 гърци. В „Етнография на вилаетите Адрианопол, Монастир и Салоника“, издадена в Константинопол в 1878 година и отразяваща статистиката на населението от 1873 година, Долен (Dolen) е посочено като село със 149 домакинства, 60 жители помаци и 430 жители българи.
През 1889 година Стефан Веркович (Топографическо-этнографическій очеркъ Македоніи) отбелязва Долян като село със 104 български и 25 турски къщи. През 1899 година селото има население 334 жители според резултатите от преброяване населението на Османската империя.
През 1891 година Георги Стрезов пише за селото:
| „ | Долен, на СИ от Неврокоп; разстояние 6 часа, понеже пътят е стръмен и каменист. Околност планиниста; богато с вековни гори. Селянете биват дърводелци и кираджии; работят шаяци и кебета. Българска църква и училище смесено с 25 ученика. Преди 3 години образувала се гъркоманска партия от по-богатите, които признали владиката. 250 къщи, четвъртината помаци. | “ |

При избухването на Балканската война през 1912 година 40 души от Долен са доброволци в Македоно-одринското опълчение.

## Религии
Населението е смесено – християни и мюсюлмани. В селото има както църква, така и джамия.

## Легенди

### Кръстът
Близо до селото в местността Дувден (наричан още Минчин бук) се намира голям каменен кръст. Легендата разказва за млада хубава девойка от Долен, която взела кръста от селото, за да го спаси от мюсюлманите. Тя го пренесла в балкана и го сложила там, където се намира и днес. Поради голямата тежест момата паднала от умора до кръста (отдясно на кръста) и умряла. Там където тя е паднала, оттогава до днес трева не расте. Девойката не се е страхувала от смъртта си, да умреш за вярата си, значи да живееш вечно.

## Обществени институции
- Кметство
- Основно училище „Св. св. Кирил и Методий“ – осн. 1856 г.

## Културни и природни забележителности
В Долен възниква феноменът „Доленско пеене на високо“, по-късно пренесен и в Сатовча. Днес в Долен са останали само няколко баби, които могат все още да изпълняват този феномен. Вписан е в Представителния списък на ЮНЕСКО на елементите на нематериалното културно наследство на човечеството. Този начин на пеене е шестото българско нематериално наследство в Списъка след Бистришките баби (2008), Нестинарството (2009), Традицията на чипровското килимарство (2014), Празника Сурва в Пернишко (2015) и съвместната кандидатура на Северна Македония, България, Румъния и Молдова за Първомартенските културни практики (2017). Признанието на високото пеене, наричано от местните изпълнители „рукане“, „икане“, „викане“, е извършено от XVI сесия на Междуправителствения комитет за опазване на нематериалното културно наследство на ЮНЕСКО, проведена през 2021 година в Париж и онлайн. Подготовката и кандидатстването са дело на експертите от Института за етнология и фолклористика с Етнографски музей при Българската академия на науките (ИЕФЕМ – БАН) проф. д.изк. Лозанка Пейчева, доц. д-р Николай Вуков и гл.ас. д-р Лина Гергова.
При археологически проучвания край Долен са открити антично селище, късноантично селище, късноантичен некропол, късноантична крепост, късносредновековна църква и находище с останки от металодобив.
Селото е обявено за архитектурен резерват. В него има 350 традиционни родопски къщи. Те са покрити с тикли (каменни плочи).
Камбаните на местната църква са лети 7 пъти, докато се постигне идеалният звук. Камбанният звън се чува на 8 км.

## Редовни събития
Всяка година през първата събота и неделя от месец август се провежда традиционен събор в местността Свети Илия, където има църква и вила за нощуване към нея. На 2 км от тази местност при ясно време се вижда Бяло море.

## Други
Тук са заснети много кадри от българските филми „Капитан Петко войвода“, „24 часа дъжд“ и др.
Част от жителите на село Долен участват в българския филм от 1971 г. „Изпит“.

## Личности
Родени в Долен
- Ангел Тодоров – Чолака, български революционер и общественик
- Благой Атанасов, доброволец в Българската армия през Сръбско-българската война в 1885 година[21]
- Георги Тодоров, доброволец в четата на Иван Атанасов – Инджето през Сръбско-българската война в 1885 година[22]
- Димитър Бабаджанов, македоно-одрински опълченец, 26-годишен, фурнаджия, 1 рота на 10 прилепска дружина, ранен на 6 (7) ноември 1912 година, носител на орден „За храброст“ ІV степен[23]
- Димитър Иванов, доброволец в четата на Иван Атанасов – Инджето през Сръбско-българската война в 1885 година[22]
- Димитър Паракозов (1876 – 1925), деец на ВМОРО и БКП
- Иван Ангелов Чолаков (1880 – ?), български революционер, деец на ВМОРО, участник в Илинденското въстание в 1903 година и доброволец в Македоно-одринското опълчение в 1912 година, участвал в сраженията при Мамара, Шаркьой, Одрин, Емирица и Пониква.[24]
- Костадин Руйчев (1923 – 2015), български хореограф и общественик
- Коста Кирков, български революционер от ВМОРО, четник на Димитър Кирлиев[25]
- Никола Парасков, доброволец в четата на Иван Атанасов – Инджето през Сръбско-българската война в 1885 година[22]
- Николай Джаров (1860 – 1942), български революционер, опълченец, участник в Кресненско-Разложкото въстание
- Тодор Илиев, български революционер, четник на Трайко Павлов в 1914 година[26]
- Тодор К. Сукнаров, български просветен деец

## Галерия
- Архитектурен резерват с. Долен

- Забележителности край селото
- Римският мост в Банян
- Римският път южно от селото
- Останки от тракийски махали
- Останки от тракийски махали

- Църквата в село Долен
- Камбанарията
- Апсидата
- В апсидата
- Таванът
- Стенописи
- Стенописи
- Стенопис на „Страшния съд“
- Интериор на църквата
- Олтарните врати
- Столовете в църквата
- Дърворезби
- Дърворезби